# Ochthera insularis
Ochthera insularis är en tvåvingeart som beskrevs av Becker 1910. Ochthera insularis ingår i släktet Ochthera och familjen vattenflugor. Inga underarter finns listade i Catalogue of Life.